# Associazione Calcio Conegliano 1982-1983
Questa voce raccoglie le informazioni riguardanti l'Associazione Calcio Conegliano nelle competizioni ufficiali della stagione 1982-1983.